# O Código Da Vinci

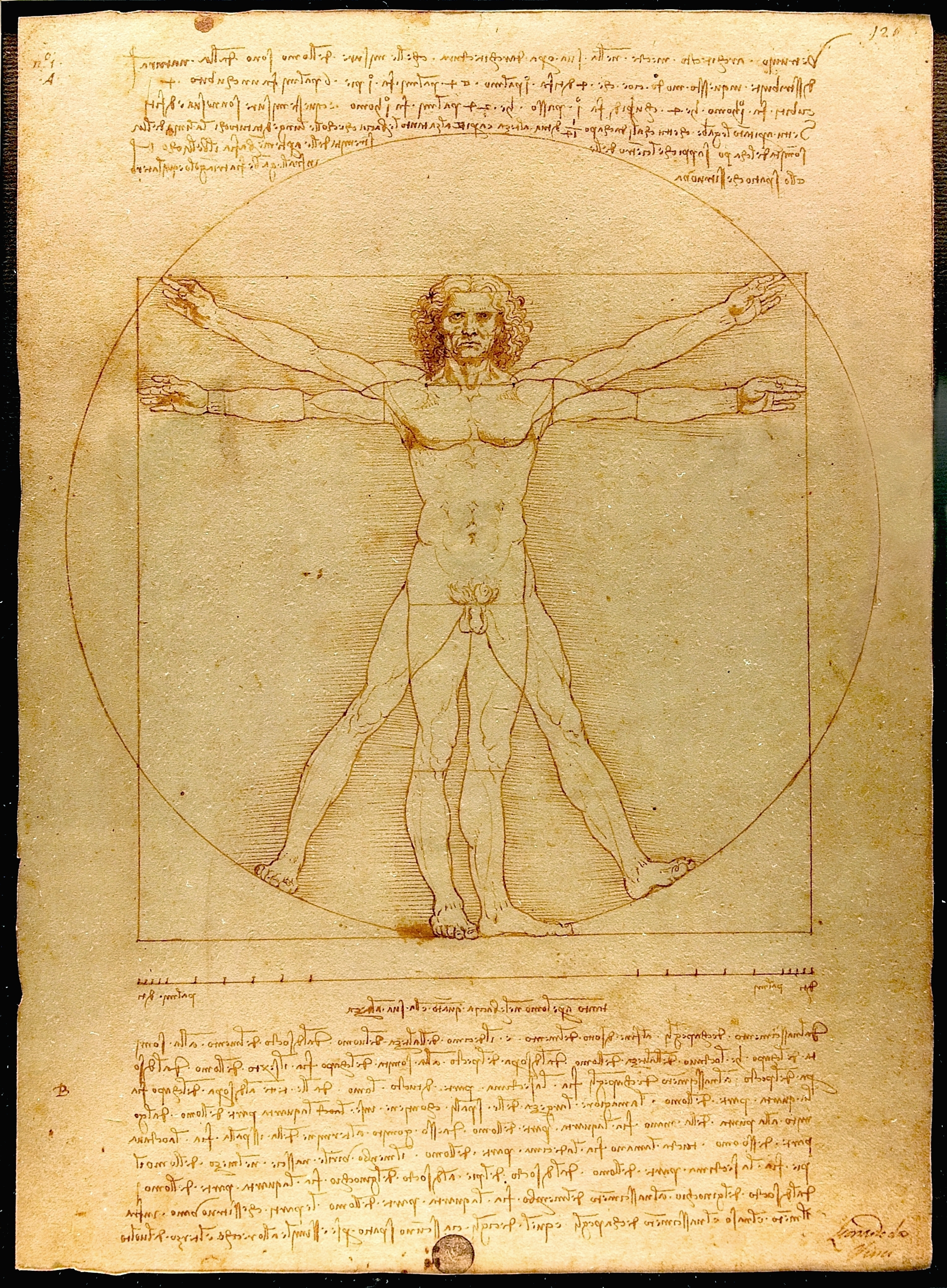
O Homem Vitruviano, primeira obra de Da Vinci a aparecer na trama.

The Da Vinci Code (O Código Da Vinci no Brasil e em Portugal) é um romance policial de 2003, escrito por Dan Brown. É o segundo romance de Brown a incluir o personagem Robert Langdon: o primeiro foi seu romance de 2000, Angels & Demons. O Código Da Vinci segue o simbologista Robert Langdon e a criptologista Sophie Neveu após um assassinato no Museu do Louvre, em Paris, fazendo que eles se envolvam com o Priorado de Sião e com o Opus Dei.
O romance explora uma história religiosa alternativa, cujo enredo central é que os Reis Merovíngios da França eram descendentes da linhagem de Jesus Cristo e Maria Madalena, ideias derivadas de The Templar Revelation (1997) de Clive Prince e livros de Margaret Starbird. O livro também se refere ao The Holy Blood and the Holy Grail (1982), embora Dan Brown tenha declarado que não foi usado como material de pesquisa.
O Código Da Vinci provocou um interesse popular na especulação sobre a lenda do Santo Graal e o papel de Maria Madalena na história do cristianismo. O livro, no entanto, tem sido amplamente denunciado por muitas denominações cristãs como um ataque à Igreja Católica, e constantemente criticado por suas imprecisões históricas e científicas. O romance, no entanto, tornou-se um best-seller mundial que vendeu 80 milhões de exemplares a partir de 2009 e foi traduzido para 44 idiomas. Em novembro de 2004, a Random House publicou uma "Edição Especial Ilustrada" com 160 ilustrações. Em 2006, uma adaptação cinematográfica foi lançada pela Columbia Pictures.

## Enredo
O curador do Louvre e Grão mestre do Priorado de Sião, Jacques Saunière, é fatalmente baleado por um monge católico albino chamado Silas, que está trabalhando em nome de alguém que ele conhece apenas como O Mestre, que deseja descobrir a localização da "pedra chave", um item crucial na busca pelo Santo Graal.
Depois que o corpo de Saunière é descoberto na pose do Homem Vitruviano, a polícia convoca o professor de Harvard Robert Langdon, que está na cidade a negócios. O capitão da polícia Bezu Fache diz que ele foi convocado para ajudar a polícia a decodificar a mensagem enigmática que Saunière deixou. A mensagem inclui a sequência de Fibonacci embaralhada.
Langdon explica a Fache que Saunière era uma das principais autoridades no assunto da arte da deusa e que o pentagrama que Saunière desenhou em seu peito em seu próprio sangue representa uma alusão à deusa e não à adoração ao diabo, como Fache acredita.
Sophie Neveu, criptóloga da polícia, secretamente explica a Langdon que ela é a neta de Saunière, e que Fache acha que Langdon é o assassino, porque a última frase na mensagem de seu avô, destinada a Neveu, dizia "P.S. Find Robert Langdon". Fache havia apagado antes da chegada de Langdon. No entanto, "P.S." Na verdade, refere-se a Sophie, como o apelido dado a ela por seu avô é "Princesa Sophie". Não se refere ao post scriptum, como Fache supôs. Neveu está preocupada com as lembranças do envolvimento de seu avô em um grupo pagão secreto. No entanto, ela entende que seu avô pretendia que Langdon decifrasse o código, o que os levaria a um cofre na filial de Paris do Banco de Depositários de Zurique.
Neveu e Langdon escapam da polícia e visitam o banco. No cofre, encontram uma caixa contendo a pedra chave: um criptex, um cofre cilíndrico com cinco mostradores concêntricos rotativos, rotulados com letras. Quando eles estão alinhados corretamente, eles destravam o dispositivo. Se o criptex for forçado a abrir, um frasco fechado de vinagre quebra e dissolve a mensagem dentro do criptex, que foi escrito em papiro. A caixa contendo o criptex contém pistas para sua senha.
Langdon e Neveu levam a pedra chave para a casa do amigo de Langdon, Sir Leigh Teabing, um especialista no Santo Graal, cuja lenda está fortemente ligada ao Priorado. Lá, Teabing explica que o Graal não é um cálice, mas um túmulo contendo os ossos de Maria Madalena.
O trio então foge do país no avião particular de Teabing, no qual eles concluem que a combinação adequada de letras significa o nome de Neveu, Sofia. Abrindo o criptex, eles descobrem um criptex menor dentro dele, junto com outro enigma que leva o grupo ao túmulo de Isaac Newton na Abadia de Westminster.
Durante o voo para a Grã-Bretanha, Neveu revela a origem de seu afastamento de seu avô dez anos antes: chegando em casa inesperadamente da universidade, Neveu testemunha secretamente um rito de fertilidade de primavera conduzido no porão secreto da propriedade rural de seu avô. De seu esconderijo, ela fica chocada ao ver seu avô com uma mulher no centro de um ritual com a participação de homens e mulheres que estão usando máscaras e cantando louvores à deusa. Ela foge da casa e interrompe todo o contacto com Saunière. Langdon explica que o que ela testemunhou foi uma cerimônia antiga conhecida como Hieros Gamos ou "casamento sagrado".
Quando chegam à Abadia de Westminster, Teabing é revelado como o Mestre para quem Silas está trabalhando. Teabing deseja usar o Santo Graal, que ele acredita ser uma série de documentos estabelecendo que Jesus Cristo se casou com Maria Madalena e teve filhos, a fim de arruinar o Vaticano. Ele força Langdon à mão armada para resolver a senha do segundo criptex, que Langdon percebe ser "fruto". Langdon secretamente abre o criptex e remove seu conteúdo antes de lançar o criptex vazio no ar.
Teabing é preso por Fache, que agora percebe que Langdon é inocente. O bispo Aringarosa, chefe da seita religiosa Opus Dei e mentor de Silas, percebendo que Silas foi usado para matar pessoas inocentes, corre para ajudar a polícia a encontrá-lo. Quando a polícia encontra Silas escondido em um centro do Opus Dei, ele supõe que eles estão lá para matá-lo e ele sai correndo, atirando acidentalmente no bispo Aringarosa. Aringarosa sobrevive, mas é informado de que Silas foi encontrado morto depois de um ferimento por bala.
A mensagem final dentro da segunda pedra chave leva Neveu e Langdon à Capela Rosslyn, cujo docente acaba sendo o irmão há muito perdido de Neveu, a quem Neveu ouvira dizer que morreu quando criança, no acidente de carro que matou os seus pais. A guardiã da Capela Rosslyn, Marie Chauvel Saint Clair, é a avó há muito perdida de Neveu. É revelado que Neveu e seu irmão são descendentes de Jesus Cristo e Maria Madalena. O Priorado de Sião escondeu a sua identidade para protegê-la de possíveis ameaças.
O real significado da segunda pedra chave é que o Graal está enterrado sob a pequena pirâmide logo abaixo da La Pyramide Inversée, a pirâmide de vidro invertida do Louvre. Também fica abaixo da "Linha Rosa", uma alusão a "Rosslyn". Langdon descobre essa peça final do quebra-cabeça; ele segue a Linha Rosa até La Pyramide Inversée, onde se ajoelha para rezar diante do sarcófago escondido de Maria Madalena, como os cavaleiros templários fizeram antes dele.

## Personagens
Artigo Principal: Lista de personagens de O Código Da Vinci
- Professor Robert Langdon
- Jacques Saunière
- Sophie Neveu
- Bezu Fache
- Silas
- Manuel Aringarosa
- Sir Leigh Teabing
- Irmã Sandrine
- André Vernet
- Rémy Legaludec
- Jérôme Collet
- Marie Chauvel Saint-Clair
- Pamela Gettum

## Recepção

### Vendas
O Código Da Vinci foi um sucesso de vendas em 2003 sendo superado apenas pelo livro de J.K. Rowling, Harry Potter e a Ordem da Fênix.

### Imprecisões históricas
A primeira edição do livro gerou críticas por uma descrição imprecisa dos principais aspectos do cristianismo e descrições da arte, história e arquitetura européias. O livro recebeu principalmente críticas negativas de católicos e outras comunidades cristãs.
Muitos críticos discordaram do nível de pesquisa que Brown fez ao escrever a história. A escritora do New York Times, Laura Miller, caracterizou o romance como "baseado em uma farsa notória", "absurdo", e "falso", dizendo que o livro é fortemente baseado nas invenções de Pierre Plantard, que afirma ter criado o Priorado de Sião em 1956.
Os críticos acusam Brown de distorcer e fabricar a história. Por exemplo, Marcia Ford escreveu:
"Independentemente de você concordar com as conclusões de Brown, está claro que sua história é em grande parte fantasiosa, o que significa que ele e sua editora violaram um acordo antigo e não dito com o leitor: ficção que pretende apresentar fatos históricos deve ser pesquisada com tanto cuidado quanto um livro de não-ficção seria."
Richard Abanes escreveu:
"O aspecto mais flagrante […] não é que Dan Brown discorde do cristianismo, mas que ele o distorça completamente, a fim de discordar dele […] a ponto de reescrever completamente um vasto número de eventos históricos. E piorar a situação tem sido a disposição de Brown de passar suas distorções como "fatos" com os quais inúmeros estudiosos e historiadores concordam."
O livro começa com a alegação de Dan Brown de que "O Priorado de Sião — uma sociedade secreta francesa fundada em 1099 — é uma organização real". Essa afirmação é amplamente contestada; o Priorado de Sião é geralmente considerado como um embuste criado em 1956 por Pierre Plantard. O autor também afirma que "todas as descrições de obras de arte, arquitetura, documentos […] e rituais secretos neste romance são precisas", mas essa afirmação é contestada por numerosos acadêmicos e especialistas em diversas áreas.
O próprio Dan Brown aborda a ideia de alguns dos aspectos mais controversos sendo publicados em seu site, afirmando que a página "FATO" no início do romance menciona apenas "documentos, rituais, organização, arte e arquitetura", mas não qualquer das antigas teorias discutidas por personagens fictícios, afirmando que "Interpretar essas ideias é deixado para o leitor". Brown também diz: "Acredito que algumas das teorias discutidas por esses personagens podem ter mérito" e "o segredo por trás de O Código Da Vinci estava muito bem documentado e significativo para eu ignorar".
Em 2003, ao promover o romance, Brown, ao ser perguntado em entrevistas que partes da história de seu romance realmente aconteceram, ele respondeu: "Absolutamente tudo isso". Em uma entrevista de 2003 com Martin Savidge, da CNN, novamente perguntaram-lhe quanto do contexto histórico era verdadeiro. Ele respondeu: "99% é verdade […] o pano de fundo é tudo verdade".
Interrogado por Elizabeth Vargas em um especial da ABC News se o livro teria sido diferente se ele tivesse escrito isso como não-ficção, ele respondeu: "Eu não acho que teria sido".
Em 2005, a personalidade de TV britânica Tony Robinson editou e narrou uma réplica detalhada dos principais argumentos de Dan Brown e de Michael Baigent, Richard Leigh e Henry Lincoln, autor do livro "O Santo Graal e a Linhagem Sagrada", no programa The Real Da Vinci Code, exibido no canal de TV britânico Channel 4. O programa apresentava longas entrevistas com muitos dos principais protagonistas citados por Brown como "fato absoluto" em O Código Da Vinci.
Arnaud de Sède, filho de Gérard de Sède, declarou categoricamente que seu pai e Plantard haviam inventado a existência do Prieuré de Sion, a pedra chave, da teoria da linhagem de Jesus: "francamente, foi baboseira", observando que o conceito de um descendente de Jesus também foi um elemento do filme de 1999 de Kevin Smith, Dogma.
A primeira aparição desta teoria é devida ao monge e cronista cisterciense do século XIII, Pedro de Vaux de Cernay, que relatou que os cátaros acreditavam que o "mau" e "terrestre" Jesus Cristo teria tido um relacionamento com Maria Madalena, descrita como sua concubina (e que o "bom Cristo" foi incorpóreo e existiu espiritualmente no corpo de Paulo). O programa The Real Da Vinci Code também lançou dúvidas sobre a associação da Capela Rosslyn com o Graal e sobre outras histórias relacionadas, como o suposto desembarque de Maria Madalena na França.
De acordo com O Código Da Vinci, o Imperador Romano Constantino I suprimiu o gnosticismo porque retratava Jesus como puramente humano. O argumento do romance é o seguinte: Constantino queria que o cristianismo agisse como uma religião unificadora para o Império Romano. Ele achava que o cristianismo só atrairia os pagãos se incluísse um semideus semelhante aos heróis pagãos. De acordo com os evangelhos gnósticos, Jesus era apenas um profeta humano, não um semideus. Portanto, para mudar a imagem de Jesus, Constantino destruiu os Evangelhos Gnósticos e promoveu os evangelhos de Mateus, Marcos, Lucas e João, que retratam Jesus como divino ou semi-divino.
Mas o gnosticismo não retratou Jesus como meramente humano. Todos os escritos gnósticos retratam Cristo como puramente divino, seu corpo humano sendo uma mera ilusão (ver Docetismo). As seitas gnósticas viam Cristo desta maneira porque consideravam a matéria como má e, portanto, acreditavam que um espírito divino nunca teria assumido um corpo material.
O modo controverso como Dan Brown trata a Igreja Católica tem suscitado muitas críticas. Dentre elas a do professor de teologia da PUC-SP: "É uma ficção e deve ser lido assim. O Jesus que aparece no livro nada tem a ver com a figura histórica de Jesus Cristo. O autor batizou o personagem dele com o mesmo nome claramente para gerar polêmica, simplesmente porque a discussão ajuda a vender os livros"

### Críticas literárias
O livro recebeu críticas positivas e negativas dos críticos. Sua escrita e exatidão histórica foram revisadas negativamente pela The New Yorker, Salon.com[carece de fontes?], e Maclean
Janet Maslin, do The New York Times, disse que "uma palavra define o tipo de entusiasmo extremo com o qual esse thriller cheio de enigmas, quebra de códigos e emoção pode ser recomendado. Essa palavra é wow. O autor é Dan Brown (um nome você vai querer lembrar). Neste romance de suspense alegremente erudito, Brown toma o formato que ele vem desenvolvendo através de três romances anteriores e o ajusta à perfeição de sucesso."
David Lazarus do San Francisco Chronicle disse: "Esta história tem tantas reviravoltas — todas satisfatórias, mais inesperadas — que seria um pecado revelar muito do enredo com antecedência. Vamos apenas dizer que se este romance não deixar seu pulso acelerado, você precisa checar seus remédios".
Ao entrevistar Umberto Eco em uma edição de 2008 da The Paris Review, Lila Azam Zanganeh caracterizou O Código Da Vinci como "um pequeno desdobramento bizarro" do romance de Eco, O Pêndulo de Foucault. Em resposta, Eco comentou: "Dan Brown é um personagem d'O Pêndulo de Foucault! Eu o inventei. Ele compartilha as fascinações de meus personagens — a conspiração mundial de Rosacruzes, Maçons e Jesuítas. O papel dos Cavaleiros Templários. O segredo hermético. O princípio de que tudo está conectado. Eu suspeito que Dan Brown pode nem mesmo existir."
O livro apareceu em uma lista de 2010 dos 101 melhores livros já escritos, o que foi derivado de uma pesquisa com mais de 15.000 leitores australianos.
Stephen Fry referiu-se aos escritos de Brown como "água solta de fezes" e "molho de carne do pior tipo". Em um bate-papo ao vivo em 14 de junho de 2006, ele esclareceu: "Eu simplesmente detesto todos esses livros sobre o Santo Graal e os Maçons e conspirações católicas e todo esse drible. Quero dizer, há muito mais que é interessante e emocionante na arte e na história. Ele joga com o pior e o mais preguiçoso da humanidade, o desejo de pensar o pior do passado e o desejo de se sentir superior a ele de algum modo tolo."
Stephen King comparou o trabalho de Dan Brown a "Piadas para o John", chamando tal literatura de "o equivalente intelectual de macarrão com queijo". O New York Times, ao revisar o filme baseado no livro, chamou o livro de "a cartilha mais vendida de Dan Brown sobre como não escrever uma sentença em inglês". O crítico da New Yorker, Anthony Lane, refere-se a ele como "lixo não mitigado" e critica "a aspereza do estilo". O linguista Geoffrey Pullum e outros postaram várias críticas à escrita de Dan Brown, na Language Log, chamando Brown de um dos "piores estilistas da história da literatura" e dizendo que "a escrita de Brown não é apenas ruim; é desconcertante, desajeitada e impensada", quase engenhosamente ruim". Roger Ebert descreveu-o como um "potboiler escrito com pouca graça e estilo", embora ele tenha dito que "forneceu uma trama intrigante". Em sua resenha do filme Nacional Treasure, cujo enredo também envolve conspirações antigas e caças ao tesouro, ele escreveu: "Eu deveria ler um potboiler como O Código Da Vinci de vez em quando, apenas para me lembrar que a vida é curta demais para ler. livros como O Código Da Vinci."

### Ações judiciais
O autor Lewis Perdue alegou que Brown plagiou dois de seus romances: The Da Vinci Legacy, originalmente publicado em 1983 e Daughter of God, publicado originalmente em 2000. Lewis tentou bloquear a distribuição do livro e do filme. No entanto, o juiz George Daniels do Tribunal Distrital dos EUA em Nova York decidiu contra Perdue em 2005, dizendo que "Um observador leigo médio razoável não concluiria que O Código Da Vinci é substancialmente similar ao Daughter of God" e que "Quaisquer elementos ligeiramente similares estão no nível de ideias generalizadas ou desprotegidas." Perdue recorreu, a 2.ª Corte de Apelações do Circuito dos EUA, a qual confirmou a decisão original, disse que os argumentos do Sr. Perdue eram "sem mérito".
No início de 2006, Michael Baigent e Richard Leigh entraram com uma ação contra os editores da Brown, Random House. Eles alegaram que partes significativas d'O Código Da Vinci foram plagiadas de Holy Blood, Holy Grail, violando seus direitos autorais. Brown confirmou durante o processo judicial que nomeou o principal especialista em Graal de sua história, Leigh Teabing, como um anagrama de "Baigent Leigh". Em resposta à sugestão de que Henry Lincoln também foi mencionado no livro, uma vez que ele tem problemas médicos que resultaram em uma coxeadura severa, como o personagem de Leigh Teabing, Brown afirmou que não estava ciente da doença de Lincoln e a correspondência foi uma coincidência. Desde que Baigent e Leigh apresentaram suas conclusões como pesquisa histórica, não como ficção, o juiz Peter Smith, que presidiu o julgamento, considerou que um romancista deve ser livre para usar essas ideias em um contexto fictício. Smith também escondeu seu próprio código secreto em seu julgamento escrito, na forma de letras aparentemente aleatórias em itálico no documento de 71 páginas, que aparentemente soletravam uma mensagem. Smith indicou que ele confirmaria o código se alguém o quebrasse. Depois de perder perante a Suprema Corte em 12 de julho de 2006, eles apelaram, sem sucesso, ao Tribunal de Recursos.
Em abril de 2006, Mikhail Anikin, um cientista russo e historiador de arte que trabalhava como pesquisador sênior no Museu Hermitage, em São Petersburgo, declarou a intenção de entrar com uma ação contra Dan Brown, afirmando que ele foi quem cunhou a frase usada como título do livro e uma das ideias sobre a Mona Lisa usada em sua trama. Anikin interpreta a Mona Lisa como uma alegoria cristã composta por duas imagens, uma de Jesus Cristo que compreende a metade direita da imagem, uma da Virgem Maria que forma a metade esquerda. De acordo com Anikin, ele expressou essa ideia para um grupo de especialistas do Museu de Houston durante uma exposição de 1988 de René Magritte no Hermitage, e quando um dos americanos solicitou permissão para passá-la para um amigo Anikin atendeu ao pedido na condição de que ele fosse creditado em qualquer livro usando sua interpretação. Anikin finalmente compilou sua pesquisa sobre Leonardo da Vinci ou Teologia na Tela, um livro publicado em 2000, mas O Código Da Vinci, publicado três anos depois, não menciona Anikin e afirma que a ideia em questão é "bem conhecida", opinião de vários cientistas."

## Paródias
- O livro foi parodiado por Adam Roberts e Toby Clements com os livros The Va Dinci Cod e The Asti Spumante Code, respectivamente, ambos em 2005.
- Um spin-off da série de televisão australiana Kath & Kim, lançado em 2005 por telemóveis, parodiou a versão cinematográfica como Da Kath e Kim Code em 2005.
- O programa da BBC em 2006, Dead Ringers, parodiou O Código Da Vinci, chamando-o de "Código Harris Da Rolf".
- O cartunista político sul-africano Zapiro publicou uma coletânea de livros em 2006 intitulada "Da Zuma Code", parodiando o ex-vice-presidente Jacob Zuma.
- Um filme independente de 2006 chamado The Norman Rockwell Code parodiou o livro e o filme. Em vez de um curador no Louvre, o assassinato é de um curador do Norman Rockwell Museum em Stockbridge, Massachusetts.
- O DiCaprio Code, uma série animada de sete partes de 2006 da Movies.com e Scrapmation.
- O livro foi parodiado no episódio de "South Fantastic Special", de South Park, em 2007, e no romance "The Da-da-da-da-da Code", de Robert Rankin.
- Os personagens Lucy e Silas são parodiados no Epic Movie de 2007, que começa com uma cena semelhante à abertura de O Código Da Vinci, com Silas perseguindo a órfã Lucy.
- Szyfr Jana Matejki (Cifra de Jan Matejko) é uma paródia polonesa de 2007 por Dariusz Rekosz. Uma sequência, Ko(s)miczna futryna: Szyfr Jana Matejki II (Co[s]mic Door-frame: Cifra II de Jan Matejko), foi lançado em 2008. O personagem principal é o inspetor Józef Świenty, que tenta resolver O maior segredo da Humanidade (Największa Tajemnica Ludzkości) — parentesco da dinastia Piasta.
- O livro foi parodiado no American Dad! de 2008 episódio "Black Mystery Month", em que Stan Smith procura a controversa verdade de que Mary Todd Lincoln inventou a manteiga de amendoim.
- O enredo do livro é parodiado em "O Código Duh-Vinci", um episódio da série de TV de animação Futurama.
- O tema do livro de teorias da conspiração é parodiado no single de 2007 MC Solaar "Da Vinci Claude".

## Filme
A Columbia Pictures adaptou o romance ao cinema, com roteiro de Akiva Goldsman e direção de Ron Howard, vencedor do Oscar. O filme foi lançado em 19 de maio de 2006, e estrelado por Tom Hanks como Robert Langdon, Audrey Tautou como Sophie Neveu e Sir Ian McKellen como Sir Leigh Teabing. Durante o seu fim de semana de abertura, os espectadores gastaram cerca de US$ 77 milhões nos EUA e US$ 224 milhões em todo o mundo.
O filme recebeu críticas mistas. Roger Ebert em sua resenha escreveu que "Ron Howard é um cineasta melhor do que Dan Brown é romancista; ele segue a fórmula de Brown (localização exótica, revelação surpreendente, cena de perseguição desesperada, repetição conforme necessário) e eleva-a a um entretenimento superior, com Tom Hanks como um Indiana Jones teo-intelectual.", "é envolvente, intrigante e constantemente parece estar à beira de revelações surpreendentes."
O filme recebeu duas sequências: Angels & Demons, lançado em 2009, e Inferno, lançado em 2016. Ron Howard voltou a dirigir as duas sequências.

## Edições
- Editora Random House, Estados Unidos
  - Normal: ISBN 0-385-50420-9
  - Ilustrada: ISBN 0-385-51375-5
- Editora Sextante, Brasil
  - Normal: ISBN 85-7542-113-1
  - Ilustrada: ISBN 85-7542-158-1
- Editora Bertrand, Portugal
  - Normal: ISBN 972-25-1352-4
  - Ilustrada: ISBN 972-25-1400-8
  - Normal: ISBN 972-42-3507-6